# Jan Hoag
Janet Hoag, nota semplicemente come Jan Hoag (Portland, 19 settembre 1948), è un'attrice statunitense.
È attiva in campo televisivo e cinematografico.

## Filmografia

### Cinema
- The Dentist (1996)
- Progeny - Il figlio degli alieni (1998)
- Ed Gein - Il macellaio di Plainfield (2000)
- Fuga dal Natale (2004)
- Wild (2014)
- Faccia a faccia (2000)
- Un'impresa da Dio (2007)
- Faster (2010)
- Destroyer (2018)
- Panama Papers (2019)
- The Fabelmans, regia di Steven Spielberg (2022)

### Televisione
- La signora in giallo (Murder, She Wrote) – serie TV, episodio 7x08 (1990)
- Colombo (Columbo) – serie TV (1991)
- Casalingo Superpiù – serie TV (1991)
- Due poliziotti a Palm Beach – serie TV (1991)
- Una bionda per papà – serie TV (1993)
- Sposati... con figli – serie TV (1994)
- Sotto inchiesta – serie TV (1994)
- Melrose Place – serie TV (1995)
- Murphy Brown – serie TV (1997)
- Providence – serie TV (2000)
- Giudice Amy (Judging Amy) – serie TV (2000)
- Da un giorno all'altro – serie TV (2001)
- The Ellen Show – serie TV (2001)
- Buffy l'ammazzavampiri – serie TV (2002)
- 8 semplici regole – serie TV (2004)
- Desperate Housewives – serie TV (2004)
- Medium – serie TV (2005)
- Malcolm – serie TV (2006)
- Una mamma per amica – serie TV (2006)
- Senza traccia – serie TV (2006)
- Boston Legal – serie TV (2006)
- Nip/Tuck – serie TV (2008)
- Mad Men – serie TV (2008)
- Saving Grace – serie TV (2009)
- Criminal Minds – serie TV (2009)
- Glee – serie TV (2011)
- The Middle – serie TV (2011)
- The Big Bang Theory – serie TV (2012)
- Shameless – serie TV (2014)
- Scream Queens – serie TV (2015)
- The Young Pope – serie TV (2016)
- Baskets – serie TV (2019)
- Coop & Cami: A voi la scelta – serie TV (2020)
- Cambio di direzione – serie TV (2021)
- How I Met Your Father – serie TV (2023)
- Grey's Anatomy – serie TV (2023)
- Young Sheldon – serie TV (2023)

## Doppiatrici italiane
Nelle versioni in italiano delle opere in cui ha recitato, Jan Hoag è stata doppiata da:
- Cristina Piras in Mad Men, The Big Bang Theory
- Stefania Romagnoli in Glee, Grey's Anatomy
- Valeria Perilli in Ed Gein, il macellaio di Plainfield
- Paola Giannetti in Desperate Housewives
- Rita Baldini in How I Met Your Father